# 릭 오케이섹
릭 오케이섹(영어: Ric Ocasek 릭 오캐식[*], 영어 발음: /oʊˈkæsɪk/, 1944년 3월 23일 ~ 2019년 9월 15일)은 미국의 싱어송라이터, 음악가, 음악 프로듀서, 화가였다. 그는 록 밴드 더 카스의 리드 보컬, 리듬 기타리스트, 작곡가였다. 오케이섹은 더 카스와의 작업 외에도 7장의 솔로 음반을 녹음했으며, 그의 노래 〈Emotion in Motion〉은 1986년 미국에서 톱 20 히트곡이었다. 오케이섹은 또한 수어사이드, 배드 브레인스, 위저, 나다 서프, 가이디드 바이 보이시즈, 그리고 노 다웃 같은 아티스트들의 음반 제작자로 일했다. 2018년 오케이섹은 더 카스의 멤버로 로큰롤 명예의 전당에 헌액되었다.

## 사망
오케이섹은 2019년 9월 15일 포리스코바의 뉴욕 타운하우스에서 수술 후 회복 중인 채 숨진 채 발견됐다. 최고 검시관은 오케이섹이 자연사했다고 보고했다. 그는 고혈압성심장질환과 관상동맥질환을 모두 앓았다.